# Alexander Brändle

Alexander Brändle um 1946

Alexander Friedrich Brändle (* 30. Januar 1923 in Weingarten (Baden); † 2. März 1984 in Bruchsal) war ein deutscher Kinderbuch- und Science-Fiction-Autor und Dichter.

## Leben
Alexander Brändle wurde 1923 als zweites von sieben Kindern des Papierfabrikanten August Brändle und seiner Ehefrau Anna Maria Magdalena (geborene Kölble) in Weingarten/Baden geboren. Nach dem Besuch der Grundschule in Weingarten besuchte er das Gymnasium in St. Blasien und Baden-Baden. In der Folge absolvierte er im väterlichen Betrieb eine kaufmännische Lehre sowie von Juli 1942 bis August 1944 den Dienst bei der Kriegsmarine in Norwegen. Aus dem Krieg zurückgekehrt betrieb Brändle bis Anfang 1950 eine Leihbücherei in Bruchsal. Auf diese Tätigkeit folgte zunächst eine Phase, in der er als Vertreter für verschiedene Firmen arbeitete, danach ab 1957 eine Anstellung als kaufmännischer Angestellter der LBS in Karlsruhe.
In der Zeit zwischen 1965 und 1982 entstanden 13 Bücher, darunter vier Science-Fiction-Werke, neun Kinderbücher sowie zwei Gedichtbände. Neben diesem Werk wurden verschiedene Gedichte auch in anderen Werken sowie ein Western als Hörbuch veröffentlicht.

## Werke
Kinderbücher
- Drei Mädchen auf einer Spur, Engelbert Verlag, Balve 1965, DNB 450579743
- Geheimnisse um den Flachbunker, Engelbert Verlag, Balve 1965, DNB 450579735
- Sieglinde als Detektiv, W. Fischer-Verlag, Göttingen 1967, DNB 456171894
- Zwei Mädchen vom Kentucky-River – Eine Indianergeschichte, Neuer Jugendschriften Verlag, Hannover 1967, DNB 456171908
- Liesel überwindet die Angst, 1968
- Ferienabenteuer auf dem Prinzbachhof, Engelbert Verlag, Balve 1969, DNB 456171886
- Michaelas Geheimnis, Engelbert Verlag, Balve 1976, DNB 760100349 (Neuauflage des Titels Drei Mädchen auf einer Spur)
- Detektive leben gefährlich, Engelbert Verlag, Balve 1976, DNB 760303606 (Neuauflage des Titels Geheimnisse um den Flachbunker)
- Abenteuer am Baggersee, Schwarz, Baden-Baden 1982, DNB 821150014
- Minya kann hellsehen – Tagebuchaufzeichnungen eines Mädchens chinesischer Abstammung, J. G. Bläschke Verlag, Sankt Michael 1982, DNB 820205656
- Wilde Rose – Ein Mädchen unter Indianern, 1982

Science-Fiction (als Alec Brändle)
- Gesucht wird Psychonaut, Moewig, Rastatt 1971, DNB 108228288X
- Das Geheimnis von Sub-Terra, Moewig, Rastatt 1972, DNB 1082279919
- Revolte der Mutanten, Moewig, Rastatt 1981, DNB 1182410642
- Das Geheimnis der Orbitgarage, Moewig, Rastatt 1981, DNB 1107085152

Hörbuch
- Duell mit dem Bösen, DNB 810906066

Sonstige Werke
- Gedanken und Worte (1965)
- Du bist ein Gedanke Gottes, J. G. Bläschke Verlag, Sankt Michael 1981, DNB 810057085
- verschiedene Gedichtveröffentlichungen